# Aucanquilcha
Cerro Aucanquilcha är ett berg och en vulkan i Chile. Det ligger i provinsen Provincia de El Loa och regionen Región de Antofagasta, i den norra delen av landet. Toppen på Aucanquilcha är 6 176 meter över havet.
Aucanquilcha är den högsta punkten i trakten. Trakten runt Aucanquilcha är ofruktbar med lite eller ingen växtlighet.